# Éric Le Douaron
Éric Le Douaron, né le 21 novembre 1950 à Saint-Brieuc, est un haut fonctionnaire français.

## Biographie
Éric Le Douaron est titulaire d’une maîtrise de droit.

### Commissaire de police
Fonctionnaire de police dans le corps des commissaires, Éric Le Douaron rejoint la Direction de la sécurité publique de la préfecture de police de Paris en 1986. Il a notamment été chef du commissariat du 4e arrondissement de Paris de 1986 à 1988.
À la création de la Direction de la police urbaine de proximité de la préfecture de police, en 1999, il en prend le commandement, avec le grade de directeur des services actifs.
Il deviendra par la suite directeur central de la police aux frontières (PAF), puis directeur central de la sécurité publique (DCSP).

### Préfet
Par décret du 11 juin 2009, Éric Le Douaron est nommé préfet de la Meuse.
À la suite des affrontements du mois de juillet 2010 à Grenoble, il est choisi par Nicolas Sarkozy pour remplacer le préfet en place et « mener une guerre contre la criminalité » ; il est nommé préfet de l'Isère par décret du 22 juillet 2010. Il est présenté comme un préfet « à poigne » et reconnaît apporter une importance première à la sécurité.
Il est remplacé à ce poste par Richard Samuel le 1er août 2012 sans recevoir d'affectation préfectorale jusqu'à son départ à la retraite en 2015.

## Récompenses et distinctions

### Décorations
- Officier de l'ordre national du Mérite Il est fait chevalier le 30 juin 1994, puis officier le 14 novembre 2001[6].
- Officier de la Légion d'honneur Il est fait chevalier le 13 juillet 1998[7], puis officier le 31 décembre 2006[8].